# Andaka-barlang
Az Andaka-barlang (bolgárul: Андъка) Bulgáriában található, a Balkán-hegység északi elővonulatai között. A barlang Drjanovo város közelében van, az Andaka-folyó szurdokának végében. A barlangot 1923-ban említették először. Hossza tekintélyes, kb. 5000 méter. A bejárat közelében egy vízelőtisztító berendezés árválkodik, ez biztosította Drjanovo város ivóvízellátását 1979-ig. Az Andaka-barlang cseppkőképződményekben nagyon szegény. Egyes termeiben nagyon magas a levegő szén-dioxid tartalma, elérheti a 4%-ot is, ami már komoly veszélyt jelenthet a barlangászokra nézve. 

## Fordítás
- Ez a szócikk részben vagy egészben  a(z)   Андъка című bolgár Wikipédia-szócikk fordításán alapul.  Az eredeti cikk szerkesztőit annak laptörténete sorolja fel. Ez a jelzés csupán a megfogalmazás eredetét és a szerzői jogokat jelzi, nem szolgál a cikkben szereplő információk forrásmegjelöléseként.